# Crepidacantha anakenensis
Crepidacantha anakenensis is een mosdiertjessoort uit de familie van de Crepidacanthidae. De wetenschappelijke naam van de soort is voor het eerst geldig gepubliceerd in 1973 door Moyano.